# 亞歷山大·耶爾森
亞歷山大·埃米爾·約翰·耶爾森（法語：Alexandre Emile Jean Yersin，1863年9月22日—1943年3月1日），又譯葉赫森、耶爾辛，瑞士裔法國醫生和細菌學家。他是鼠疫桿菌的發現者之一，因此鼠疫桿菌的正式學名以Yersinia pestis（鼠疫耶爾森菌）命名。

## 生平
耶爾森出生在瑞士歐伯訥，少年時先後於洛桑、德國馬爾堡及法國巴黎學醫。1886年，他加入路易·巴士德在巴黎高等師範學校的研究所，參與研發抗狂犬症血清。1888年，他取得博士學位；同年，他為方便其研究事業而入籍法國。1889年，他加入了新建的巴斯德研究所，與德國醫學家羅伯·柯霍合作共同發現了白喉的病原體。
1890年，耶爾森前往法屬印度支那，被法蘭西火輪船公司僱用為醫師，曾參與過奥古斯特·帕维對老撾的探索。第三次鼠疫大流行期间，1894年，在法國政府和巴斯德研究所要求下，他前往疫埠香港，調查當地爆發的嚴重鼠疫。他在堅尼地城一間茅屋中進行研究，發現了導致鼠疫的鼠疫桿菌，成為他人生中最重要的研究成果；雖然同在香港的日本細菌學家北里柴三郎稍早前亦有類似成果，但其樣本受到污染因而受到質疑。耶爾森又首次觀察到疫鼠與人類身上有同樣的桿菌，藉此推測疫症很有可能是從囓齒動物傳播給人類的。
1895年耶爾森返回巴黎巴斯德研究所研究抗鼠疫血清，當年稍後在安南芽莊創建一間小型實驗室（1905年成為巴斯德研究院分所），準備血清未來的生產。他曾先後對來自廣州、廈門及孟買的血清進行試驗，但均無功而返。他隨後決定在法屬印支落地生根，並積極參與河內印度支那醫學院的組建，並且在1902年成為其創校校長。在農業方面，他先後為法屬印支引進巴西橡膠樹和秘魯金雞納樹，當中奎寧更是治療與預防瘧疾一大良方。
1934年，他被任命為巴斯德研究院的榮譽校長，並成為其校董會成員。1943年，他在第二次世界大戰中於芽莊的住宅逝世。

## 紀念

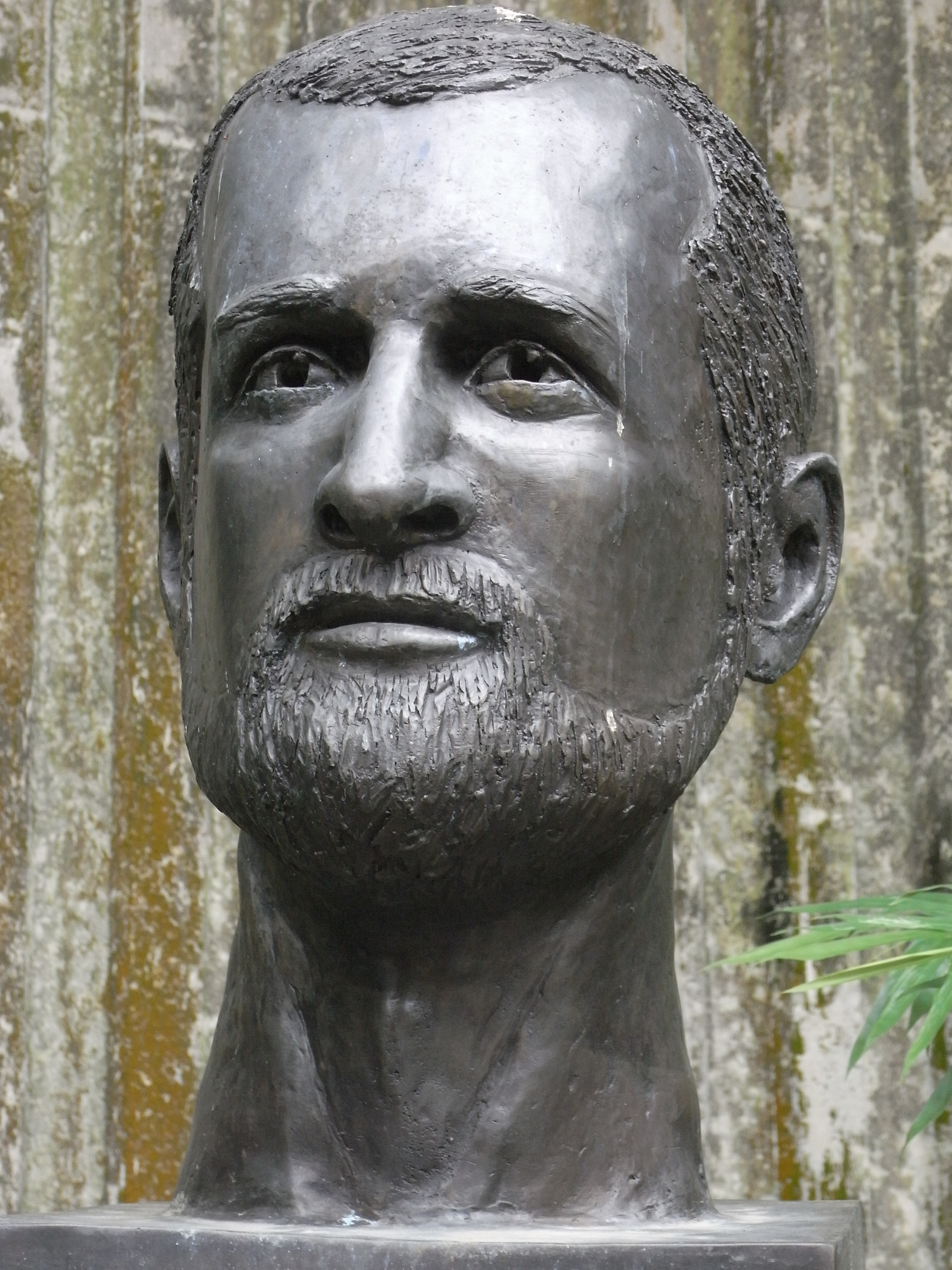
香港醫學博物館的耶爾森像

時至今日，耶爾森在越南仍然廣受尊敬，並被敬稱為「Ông Năm」（Năm先生）。在越南獨立後以他命名的街道名稱繼續保留，數座學校亦以他命名。他在慶和省油泉（Suối Dầu）的墳墓有座寶塔崇拜其善行，在芽莊的故居亦成為其紀念館。
為紀念耶爾森的醫學貢獻及港法關係160週年，香港醫學博物館的草藥園安放了一座耶爾森的銅像。

## 外部連結
- Alexandre Yersin and his adventures in Vietnam
- Other Colleagues of Louis Pasteur, Pasteur Brewing
- Alexandre Yersin. Repères chronologiques. Institut Pasteur, Paris (In French).